# Ibrahim Souleymane El Rachidine
Ibrahim Souleymane El Rachidine né le 6 janvier 1984 à Garoua, est le lamido de Garoua au Cameroun. Il est élu démocratiquement le 10 mai 2021 comme nouveau roi à la tête du lamidat de Garoua.

## Biographie
Ibrahim Souleymane El Rachidine est le petit fils du 11e lamido de Garoua, Alhadji Abdoulaye, ayant régné de 1955 à 1966,.
Il est un ancien élève du lycée technique de Garoua. Il poursuit son cursus supérieur à l’Université de Ngaoundéré avant d'intégrer l’Ecole Militaire Inter-Armées (EMIA) du Cameroun dans la ville de Yaoundé.
Ibrahim Souleymane El Rachidine est porté officiellement au titre de lamido de Garoua par un collège des 12 notables le 10 mai 2021 faisant de lui, le 15e chef de 1er degré de Garoua. Son élection survient après avoir obtenu 7 voix sur 12 face à l'ancien président de la confédération africaine de football, Issa Hayatou sur les 11 candidats ayant déposés un candidat pour le titre de lamido de Garoua. Par son élection, Ibrahim Souleymane El Rachidine succède à son prédécesseur Alim Hayatou, lamido de Garoua de 2000 à 2021, décédé le 5 avril 2021 dès suites de maladie,,.
Ibrahim Souleymane El Rachidine est un capitaine des armées et membre des services secrets militaires du Cameroun. Il occupe le poste de chef d’antenne de la sécurité militaire pour la région du Centre du Cameroun.